# Yadio
Yadio est un village de la région de l'Agnéby-Tiassa dans le sud de la Côte d'Ivoire. La localité rurale de Yadio est administrativement rattachée à la sous-préfecture d'Attobrou dans le département d'Agboville.